# خباطات
الخُبَّاطات (الاسم العلمي: Chirocentridae) هي فصيلة من الأسماك تتبع رتبة الصابوغيات من طائفة شعاعيات الزعانف.

## التصنيف
- الخباط
  - خباط شائع
  - خباط أبيض الزعانف